# Manxego

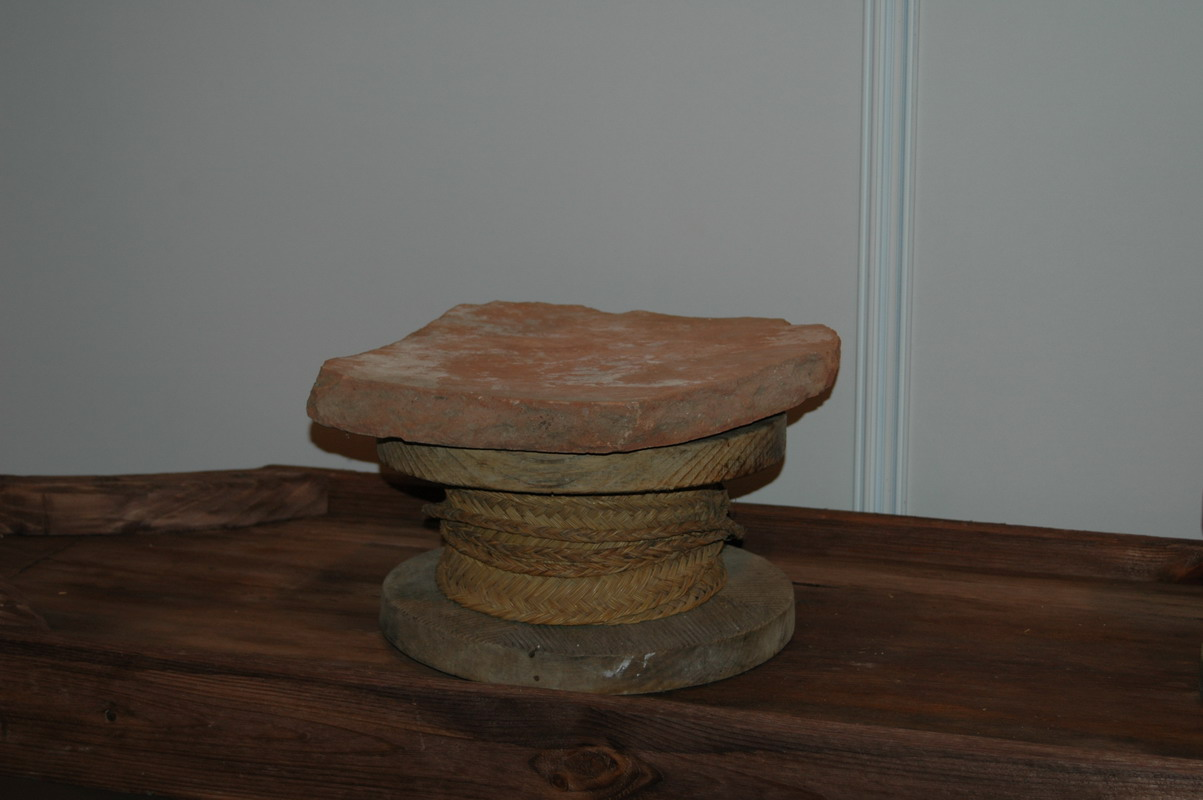
Premsatge artesanal del formatge manxego

El formatge manxego és un formatge de pasta premsada no cuita que s'elabora amb llet d'ovella de raça manxega i té una maduració mínima de 30 dies (tendre) o 60 dies (semicurat) i una maduració màxima de 2 anys. La llet emprada ha de ser crua segons els requisits de la DO.
Només pot elaborar-se a la regió històrica de La Manxa que comprèn 45 entitats municipals a la província d'Albacete, 84 a Ciudad Real, 156 a Conca i 122 a Toledo.
Des de l'any 2009 gaudeix del reconeixement de la Unió Europea com a Denominació d'Origen Protegida (DOP).